# Qi Guangpu
Qi Guangpu (en chino: 齊廣璞; Nankín, 20 de octubre de 1990) es un deportista chino que compite en esquí acrobático, especialista en la prueba de salto aéreo.
Participó en cuatro Juegos Olímpicos de Invierno, obteniendo dos medallas en Pekín 2022, oro en la prueba individual y plata por equipo mixto, el cuarto lugar en Sochi 2014, el séptimo en Vancouver 2010 y el séptimo en Pyeongchang 2018.
Ganó cuatro medallas de  en el Campeonato Mundial de Esquí Acrobático, entre los años 2011 y 2017.

## Medallero internacional
| Juegos Olímpicos   | Juegos Olímpicos             | Juegos Olímpicos | Juegos Olímpicos             |
| Año                | Lugar                        | Medalla          | Prueba                       |
| ------------------ | ---------------------------- | ---------------- | ---------------------------- |
| 2022               | Pekín (China)                | Medalla de oro   | Salto aéreo                  |
| 2022               | Pekín (China)                | Medalla de plata | Salto aéreo por equipo mixto |
| Campeonato Mundial |                              |                  |                              |
| Año                | Lugar                        | Medalla          | Prueba                       |
| 2011               | Deer Valley (Estados Unidos) | Medalla de plata | Salto aéreo                  |
| 2013               | Oslo/Voss (Noruega)          | Medalla de oro   | Salto aéreo                  |
| 2015               | Kreischberg (Austria)        | Medalla de oro   | Salto aéreo                  |
| 2017               | Sierra Nevada (España)       | Medalla de plata | Salto aéreo                  |